# Noctilio albiventris
Noctilio albiventris — є одним з видів кажанів родини Noctilionidae.

## Поширення
Країни поширення: Аргентина, Беліз, Болівія, Бразилія, Коста-Рика, Еквадор, Сальвадор, Французька Гвіана, Гватемала, Гаяна, Гондурас, Мексика, Нікарагуа, Панама, Парагвай, Перу. Може бути знайдений від рівня моря до 1100 м. Цей вид зустрічається в різних типах рослинності у всьому діапазоні, але він завжди знаходиться поблизу річок, водойм або інших вологих місць. Зазвичай спочиває у дуплах дерев, листі та штучних спорудах. Може були знайдені в асоціації з Molossus molossus. Сідала можуть бути легко визначені за мускусним запахом. Пік активності відразу після заходу сонця.

## Загрози та охорона
Ніяких серйозних загроз. 